# Ngân hàng Thanh Hải
Ngân hàng Thanh Hải, tiền thân là Ngân hàng Thương mại Thành phố Tây Ninh, được thành lập vào tháng 12 năm 1997 và được đổi tên thành Ngân hàng Thanh Hải vào ngày 16 tháng 11 năm 2008. Đây là ngân hàng thương mại cổ phần pháp nhân đầu tiên ở tỉnh Thanh Hải, được sự đồng vốn của chính quyền tỉnh Thanh Hải và thành phố Tây Ninh, các pháp nhân và cá nhân doanh nghiệp. Nó được đổi tên thành "Ngân hàng Thanh Hải" vào năm 2008 và có trụ sở chính tại thành phố Tây Ninh, tỉnh Thanh Hải.